# Ford Crown Victoria
De Ford Crown Victoria (ook wel bekend als de Crown Vic) was een fullsize-sedan voor Canada, de Verenigde Staten en het Midden-Oosten van de Amerikaanse autobouwer Ford. De Crown Victoria werd in de Verenigde Staten veelvuldig gebruikt door taxibedrijven en de politie, waar duurzaamheid, kosten en prestaties worden gewaardeerd boven brandstofefficiëntie.
De Crown Victoria bleef populair voor deze toepassingen vanwege de achterwielaandrijving en V8-aandrijflijn, die beide gunstig zijn voor de rijtechnieken van de politie. Als een van de weinige overgebleven personenauto's met een body-on-frameconstructie is de Crown Victoria robuust en kan deze gerepareerd worden na kleine ongevallen zonder het chassis recht te zetten – een belangrijk voordeel voor een auto die veelvuldig wordt gebruikt door de politie voor de PIT-manoeuvres.
Na de opheffing van de Ford Crown Victoria zijn de Ford Police Interceptor Sedan en de Ford Police Interceptor Utility aangewezen als de indirecte opvolgers van de Ford Crown Victoria Police Interceptor. Als opvolger voor de taxi-variant ontwikkelde Ford een taxi-versie van de Ford Transit.

## Crown Victoria 1955-1956 (Klassieker)
De eerste "Crown Victoria" verscheen in 1955, was een tweedeurs-, zespersoonscoupé, onderdeel van het Ford Fairlane-assortiment, dat afweek van het Victoriamodel (genoemd naar een type van het vervoer) door een roestvrijstalen band met een 'gekroonde' daklijn, recht over de auto, als een uitbreiding van de B-stijl. Het model werd geproduceerd in 1955 en 1956.

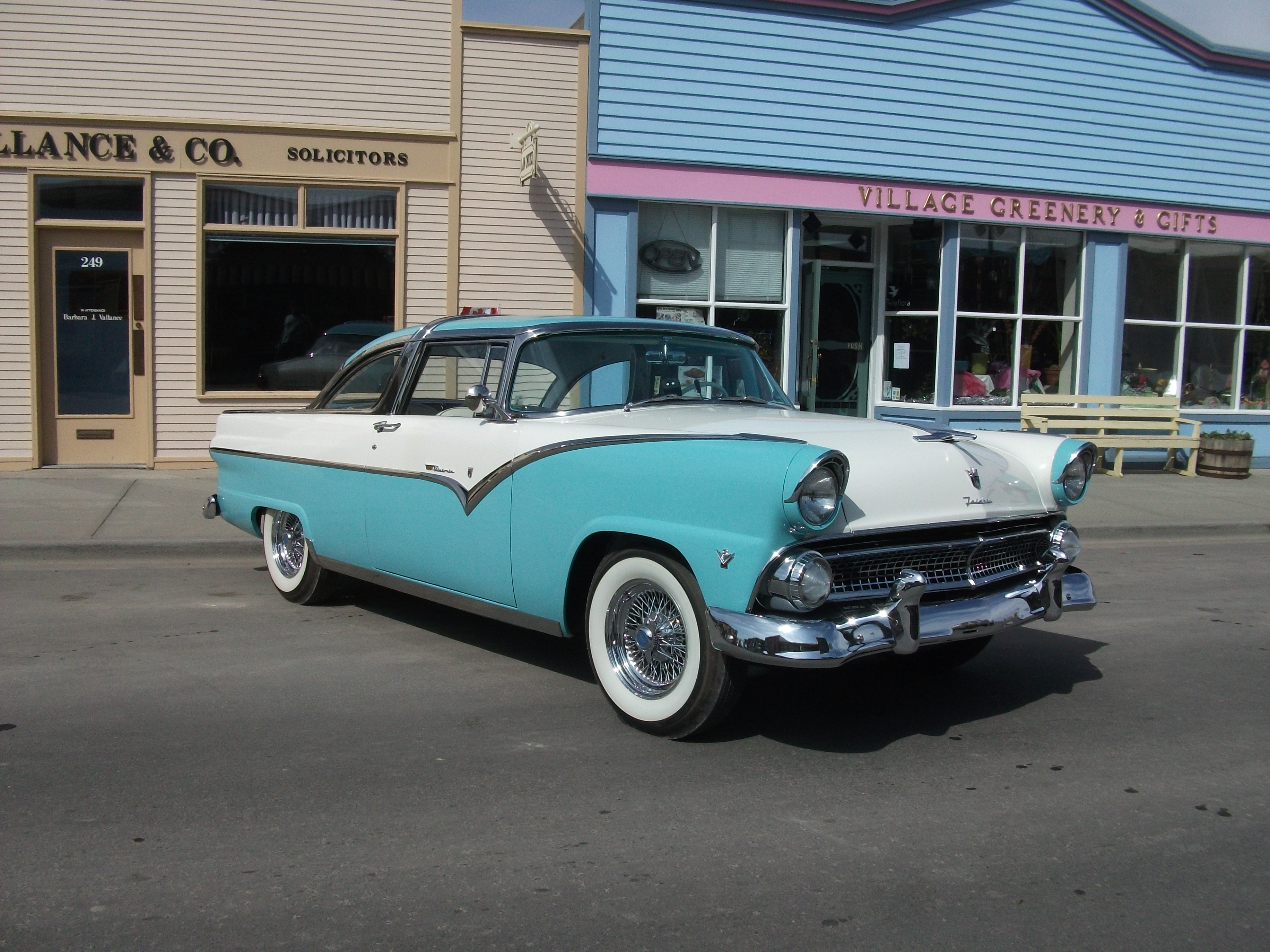
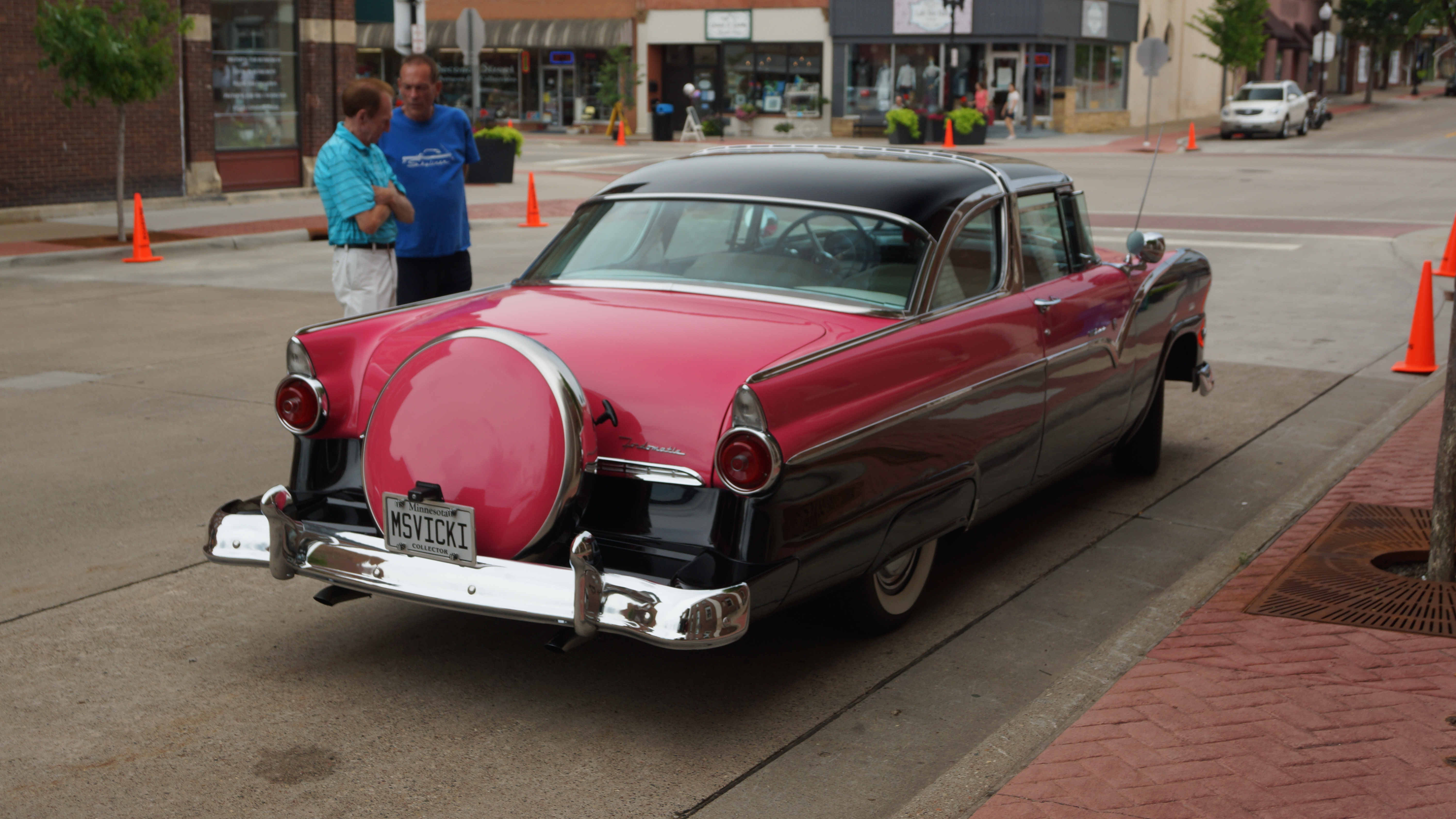

## LTD Crown Victoria 1980-1991
In 1989 werd de naam 'Crown Victoria' voor het eerst sinds 30 jaar weer gebruikt. De Ford LTD Crown Victoria werd een onderdeel van de Ford LTD serie en diende als vervanger van de Ford LTD Landau. De LTD Crown Victoria werd geleverd als vierdeurs- en tweedeurs sedan.
Bij een herorganisatie van Ford in 1983 was de LTD Crown Victoria niet langer een onderdeel van de Ford LTD maar werd het een apart model en werd het ook als vervanger aangewezen voor de Ford Granada. Ook kwam er een station variant van de LTD Crown Victoria.

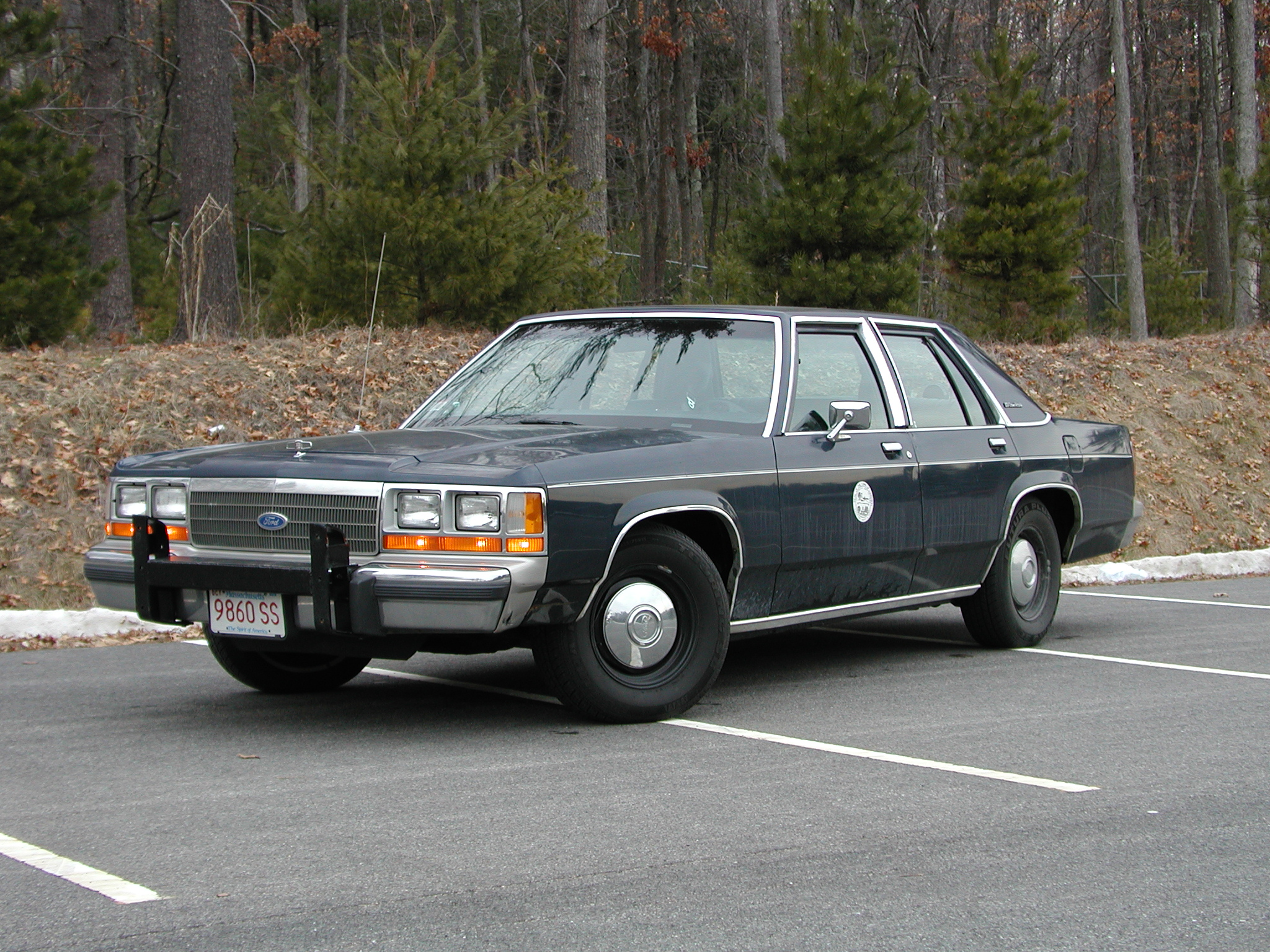
De Politieversie van de Ford LTD Crown Victoria, de voorganger van de Ford Crown Victoria Police Interceptor
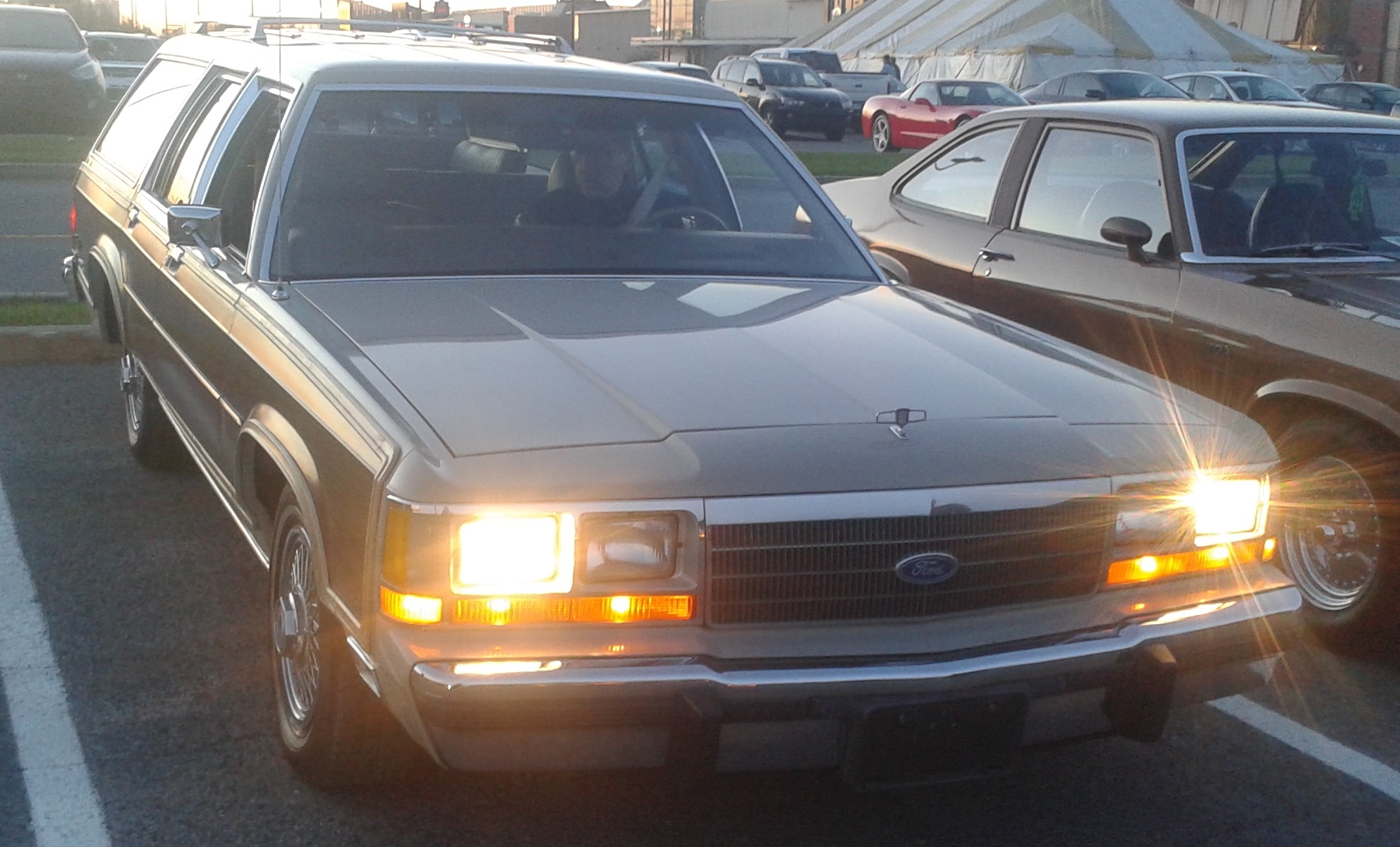
Ford LTD Crown Victoria
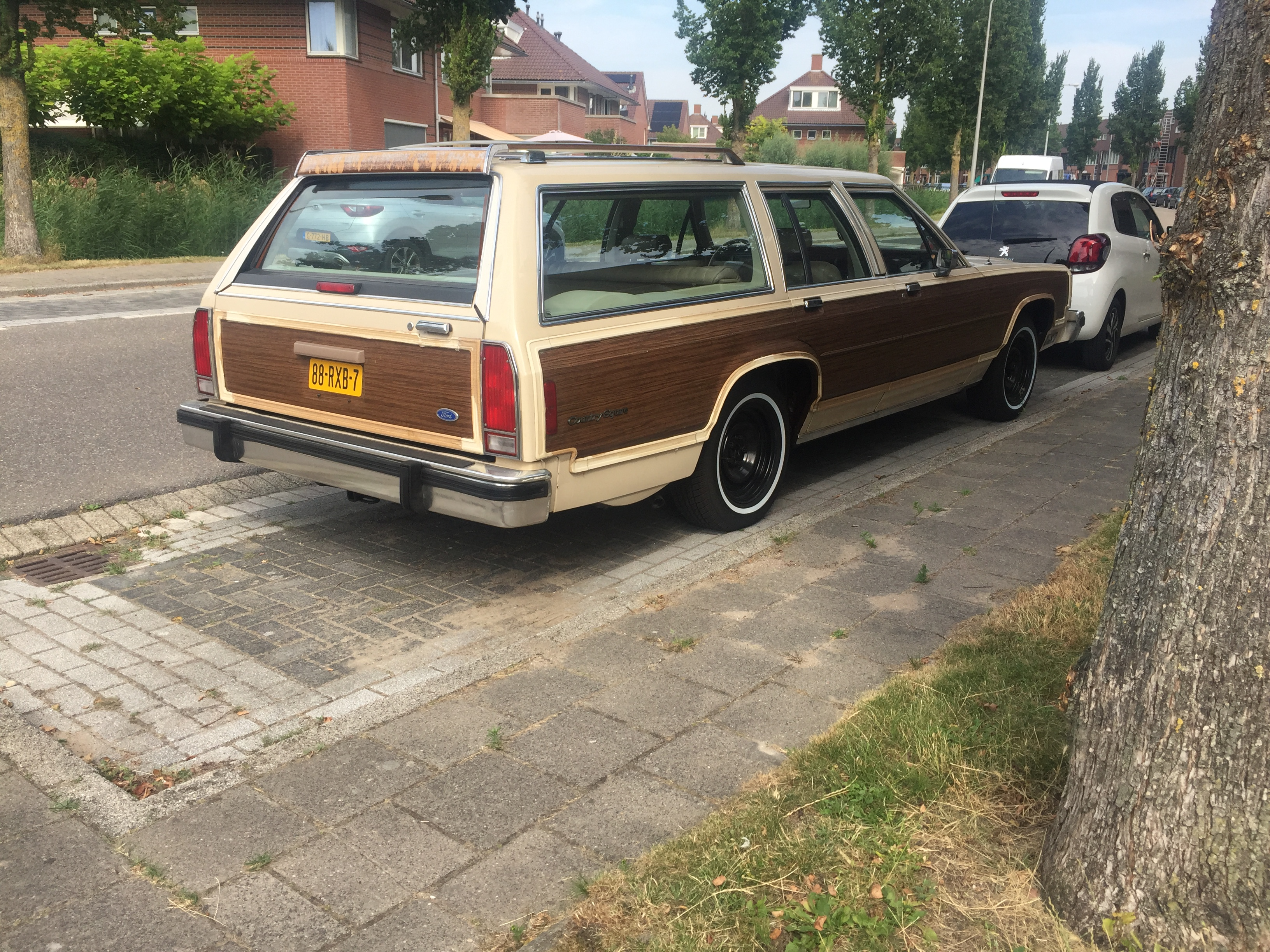
Ford LTD Crown Victoria Station wagon

## Eerste generatie 1992-1997 (EN53)
In 1987 begon Ford met de ontwikkeling van de EN53. Dit voertuig, dat in 1990 werd gepresenteerd als Ford Crown Victoria eerste generatie, werd de opvolger van de Ford LTD Crown Victoria. In 1991 begon de productie van het nieuwe voertuig, dat op de markt zou komen als de 1992 Ford Crown Victoria. De Ford Crown Victoria kreeg een compleet nieuw uiterlijk, dat vrijwel gelijk was aan de Ford Taurus. Het voertuig werd aangepast waardoor de weerstandscoëfficiënt werd verminderd van 0,42 naar 0,34 en kreeg daardoor een aerodynamisch uiterlijk.

### Chassis
Bij de ontwikkeling van de nieuwe Crown Victoria, koos Ford ervoor om het Panther platform, dat op de Ford LTD Crown Victoria in gebruik was te behouden. Het Panther Platform was een body-on-frame chassis met achterwielaandrijving. Het in 1978 gelanceerde Panther Platform kreeg vele aanpassingen om de wegligging en -gedrag te verbeteren. Ook kreeg de Crown Victoria aanpassingen in de besturing en voertuig ophanging. Om de remcapaciteit te verbeteren, werd de Crown Victoria uitgerust met een vierwielig schrijfremsysteem. Door zijn uitgebreide scala aan opties, zoals een antiblokkeersysteem en tractiecontrole, werd het een populaire auto.

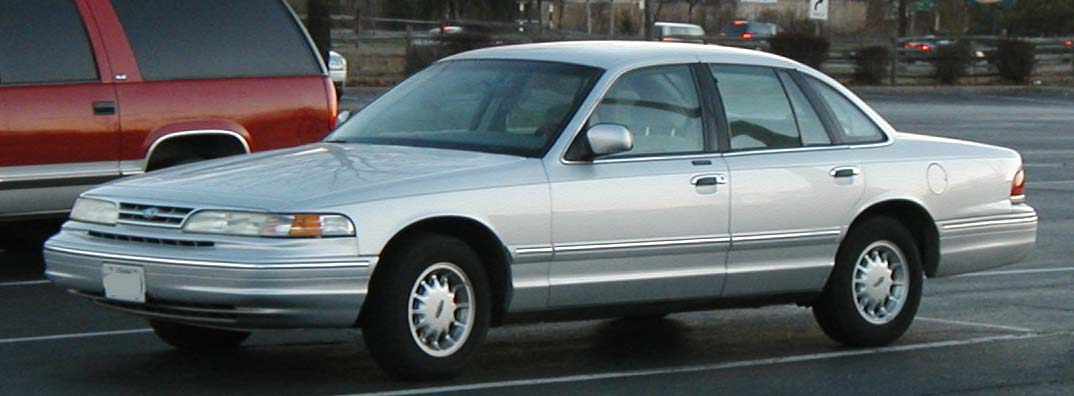
1995 Ford Crown Victoria

Tijdens de ontwikkeling werd het voertuig uitgerust met de nieuwe V8 Modular motor. De 4,6 L SOHC V8 motor werd voor het eerst toegepast op de Lincoln Town Car uit 1991 en verving de kopklep 5,0 L V8 blokmotor. De 4,6 L SOHC V8 motor was de eerste in de nokkenas-motorenserie die op veel Ford, Lincoln en Mercury modellen werd toegepast. De Ford Crown Victoria kreeg net als de Lincoln Town Car en zijn voorganger, de Ford LTD Crown Victoria, een automaat met vier versnellingen.

### Uiterlijk
Ondanks de vele kritieken die de Crown Victoria kreeg, besloot Ford de nieuwe Crown Victoria voornamelijk te baseren op de eerste generatie Ford Taurus. Zo hadden beide modellen geen grille, deelden dezelfde carrosserie, hadden dezelfde portieren, hadden dezelfde kop- en achterlichtdesign en deelden dezelfde bumperlijsten. Om de gelijkenissen met de Mercury Grand Marquis te verminderen, deelden de modellen alleen dezelfde portieren, voorruit en velgen en hadden beide modellen een verschillende instrumentenpaneel. Zo had de Ford Crown Victoria een volledige instrumentenpaneel met ronde wijzerplaten en verschillende olie- en drukmeters, terwijl de Mercury Grand Marquis alleen een klassieke snelheidsmeter had met enkele meters. Eigenaren van een Mercury konden ervoor kiezen om een volledig instrumentenpaneel als extra optie aan te schaffen.   

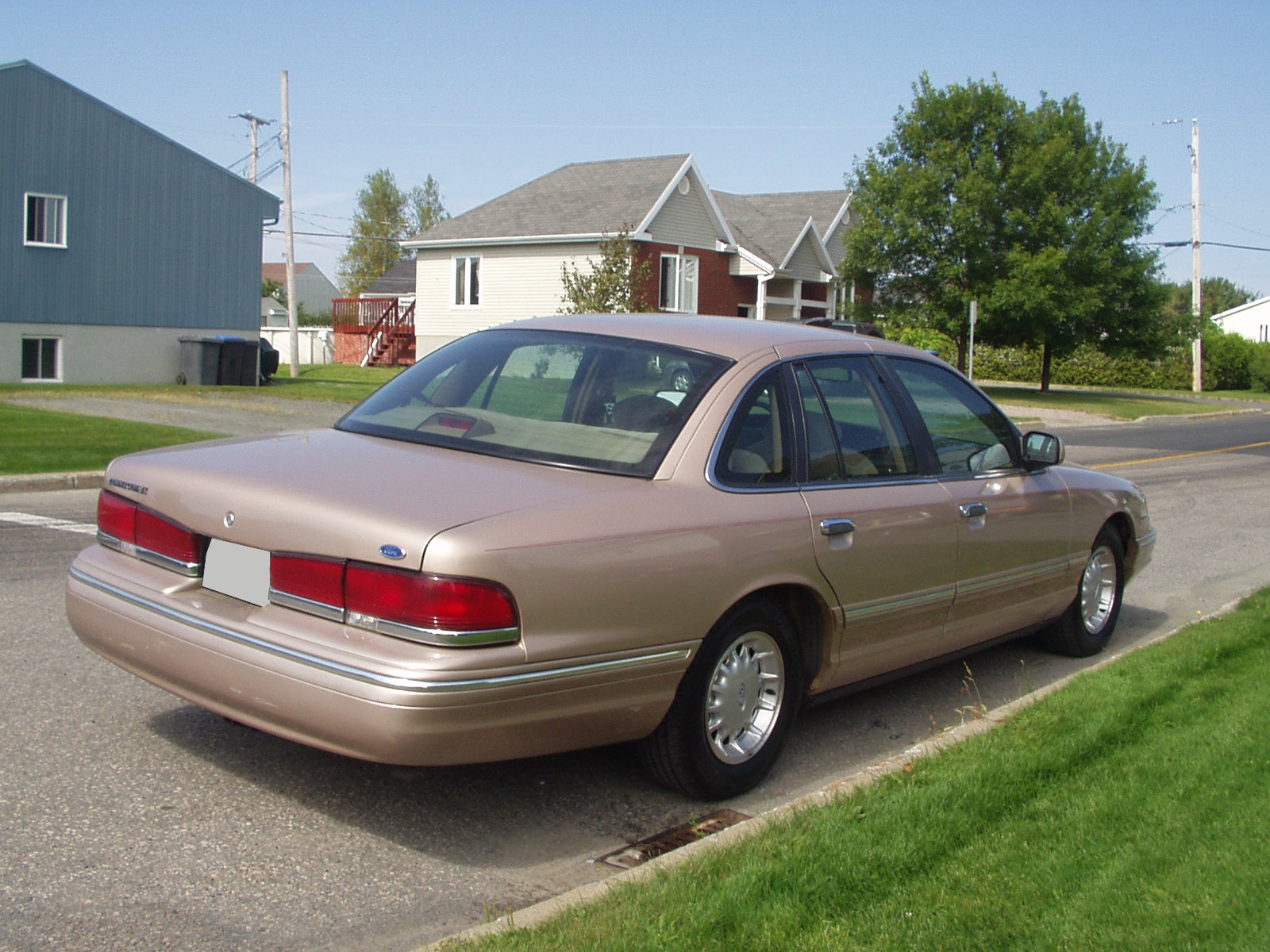
Een Ford Crown Victoria na de facelift van 1995, met de nieuwe achterlichten en het verplaatste kenteken

Hoewel de nieuwe Ford Crown Victoria beter werd ontvangen dan zijn concurrent, de Chevrolet Caprice, kreeg de auto nog wel vele kritieken. Zo besloot Ford in 1993 de Crown Victoria alsnog te voorzien van een grille en werd er een reflectiestrip geïnstalleerd tussen de achterlichten. In 1995 kreeg de Ford Crown Victoria een facelift waarbij de voertuigen een nieuwe grille kregen, nieuwe achterlichten en werd het kenteken verplaatst van de achterbumper naar de achterklep. Ook kreeg de Ford Crown Victoria een vernieuwd interieur met nieuwe stoelen en een verbeterde instrumentenpaneel, met vergrootte panelen en meters. Dit werd ook toegepast op de Mercury Grand Marquis.

### Opties
Net als zijn voorganger, de Ford LTD Crown Victoria, was de Ford Crown Victoria een zespersoons auto; er waren geen voorstoelen aanwezig in de auto, maar een voorbank dat plaats bood aan drie mensen. De Ford Crown Victoria werd in 3 varianten op de markt gebracht: base, LX en P71. De P71 was alleen beschikbaar voor commercieel gebruik, dus alleen politiediensten, taxibedrijven en andere commerciële diensten mochten de P71 kopen.
Hoewel de passagiers airbag op de Mercury Grand Marquis al in 1991 werd toegepast, kreeg de Ford Crown Victoria deze optie pas in 1993/1994. Verder kreeg de Ford Crown Victoria enkele populaire opties, zoals ABS en tractiecontrole. In 1996 werd de Crown Victoria standaard uitgerust met een single-key entry system, een verborgen antenne en getinte ramen. Automatische klimaat controle en een JBL geluidssysteem waren alleen beschikbaar op de LX variant.
Verder kreeg de Crown Victoria bekerhouders, de mogelijkheid om de achterklep vanuit de auto te openen, een keyless entry systeem en een alarmsysteem om de hulpdiensten te waarschuwen in geval van nood.

#### Touring Sedan
In 1992 introduceerde Ford ook de Ford Crown Victoria Touring Sedan. De Touring Sedan was een beter versie van de Ford Crown Victoria LX en had de ophanging van de P71 variant. Verder had de Touring Sedan bredere wielen, achtervering, een dubbele uitlaat en werd de snelheidsbegrenzing verwijderd. Een gevoelige stuur en grotere stabilisatorstangen waren optioneel.
De Touring Sedan onderscheidde zich van de overige varianten door zijn tweekleurige exterieur met gelakte velgen, had een uniek leren interieur en had alle opties die op de Crown Victoria mogelijk waren. De Touring Sedan was een eenmalige variant en eind 1992 werd de productie al beëindigd. Als goedkopere variant bood Ford de Crown Victoria LX aan met de verbeterde rijsystemen onder de naam 'the Handling and Performance Package'.

## Tweede Generatie 1998-2011 (EN114)
Op 26 december 1997 werd de tweede generatie van de Ford Crown Victoria op de markt gebracht. Hoewel de eerste generatie veel goede commentaren kreeg, konden de verkoopcijfers niet tippen aan zijn 'tweeling' de Mercury Grand Marquis. Daarom besloot Ford in 1997 de Crown Victoria te herontwerpen, waardoor het exterieur en de onderdelen vrijwel gelijk waren aan de Mercury Grand Marquis.

### Chassis
Voor de tweede generatie van de Ford Crown Victoria maakte Ford wederom gebruik van het Panther Platform. De nieuwe Ford Crown Victoria kreeg enkele aanpassing aan de suspensie om het weggedrag van de auto te verbeteren, waarbij gebruik werd gemaakt van het Wattmechanisme. Verder kreeg de Ford Crown Victoria 16-inch wielen omdat de remschijven vergroot werden. In 1999 werd ABS standaard geleverd in de Crown Victoria's (met uitzondering van de P71).

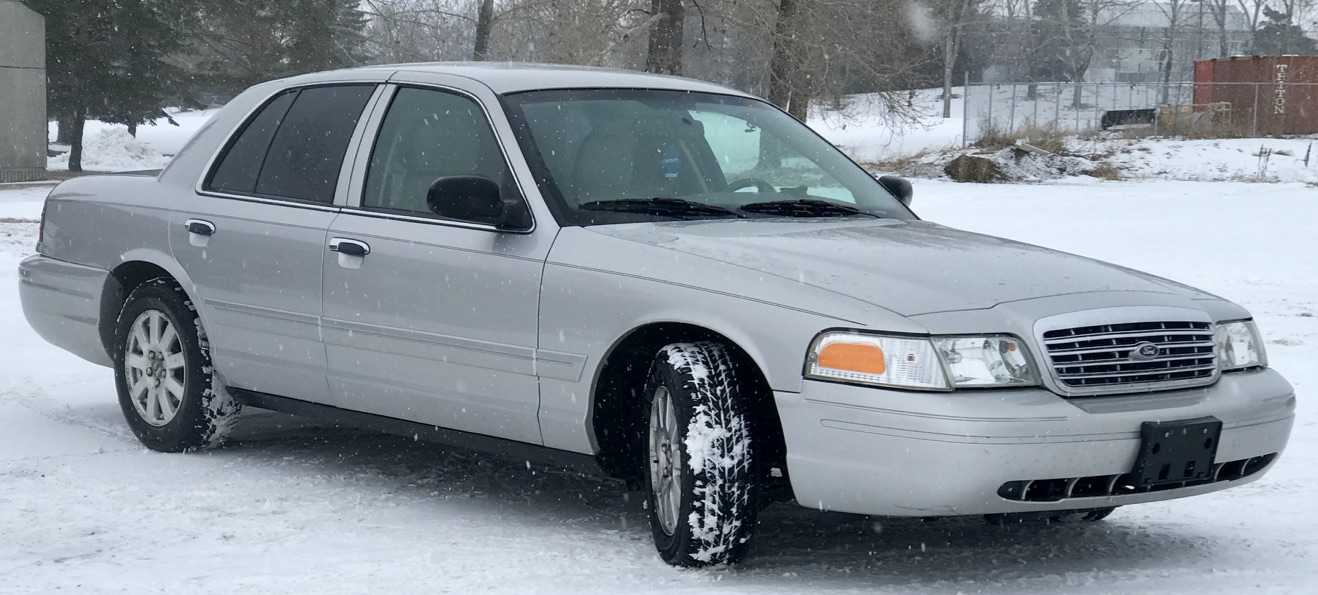
Ford Crown Victoria uit 2006

In 2003 kreeg de Ford Crown Victoria een herontwerp voor de chassis en kreeg het verschillende updates aan de besturing en de ophanging. Het Recirculating Ball systeem voor de besturing werd vervangen door een tandheugel systeem. Verder werden de de achterschokbrekers vervangen door een nieuw systeem om de wegligging te verbeteren. De Ford Crown Victoria's werden met een 4.6 Modular V8 motor uitgerust die 200 pk leverde (modellen met een dubbele uitlaat hadden 215 pk). In 2001 werd dit verhoogd tot 220 pk en in 2003 tot 224 tot 239 pk. In 2004 werd het aantal pk's voor de laatste keer verhoogd tot 250 pk, mede doordat het luchtinlaatsysteem van de Mercury Maurader op de Crown Victoria kwam.

### Uiterlijk
Als gevolg van de vele kritieken en lage verkoopcijfers die zijn concurrenten de Chevrolet Caprice en Buick Roadmaster kreeg, besloot Ford om voor de tweede generatie een ander exterieur ontwerp te gebruiken, waarbij gekozen werd om de Ford Taurus niet meer als voorbeeld te gebruiken, maar de Mercury Grand Marquis. Hierdoor kwam het dat de Ford Crown Victoria en de Mercury Grand Marquis vrijwel hetzelfde eruitzagen. Zo deelden ze dezelfde daklijn en dezelfde portieren. Verder werden de koplampen en de grille vergroot en kreeg het voertuig nieuwe achterlichten. Qua interieur veranderde er weinig.
In 2003 kreeg de Ford Crown Victoria een aantal grote aanpassingen aan het uiterlijk, zo werden de oranje richtingaanwijzers vervangen, door een variant waarbij het hele achterlicht knippert, wat vaker voorkomt in de Verenigde Staten. Ook kregen de spiegels dezelfde kleur als de auto zelf (voorheen waren ze standaard zwart), werd de Crown Victoria uitgerust met een automatische parkeerrem en verlichting in de motorkap.

### Opties
De Ford Crown Victoria was te verkrijgen in vier varianten (P71, P72, P73 en P74). De P71 en P72 waren voornamelijk bedoeld voor commercieel gebruik (Fleet Sales) en P73 en P74 waren voor publiek verkoop. Deze twee modellen heette Base en LX.
In 2000 werd de Ford Crown Victoria uitgerust met een noodsysteem voor de kofferbak ontgrendeling en een gordelwaarschuwing, om zo te voldoen aan de Amerikaanse Federale wetgeving. Ook werden de stoelen uitgerust met Isofix, een speciaal aanhechtingspunt in de stoelen voor kinderzitjes. In 2001 werden de airbags aangepast en in 2003 kwamen er airbags aan de zijkant om meer veiligheid van de passagiers bij ongevallen te bieden.
In 2002 kreeg de Ford Crown Victoria verwarmde spiegels, standaard automatten en voor de LX versie, een trunk organizer. In 2003 werden de stoelen vergroot en kwam er een nieuw deurdesign.
In 2005 kreeg de Ford Crown Victoria voor het eerst sinds 1998 een nieuw stuur, kreeg een panoramadak als optie en kreeg het voertuig een 6-disc CD-speler. In 2006 kreeg de Ford Crown Victoria een digitale dashboard, een toerenteller en een hodometer.

#### Police Interceptor
De Ford Crown Victoria Police Interceptor's werden voor 1998 als Crown Victoria P71 geproduceerd. Bij de introductie van de tweede generatie werd de Police Interceptor een apart model. Deze versie wordt voornamelijk gebruikt door politiediensten, brandweerkorpsen en gemeentelijke voertuigen. De P71 kreeg enkele upgrades voor zwaar gebruik en bood meer veiligheid. In 2011 stopte de productie van de Ford Crown Victoria Police Interceptor en werd dit model uitgefaseerd door politiediensten. 

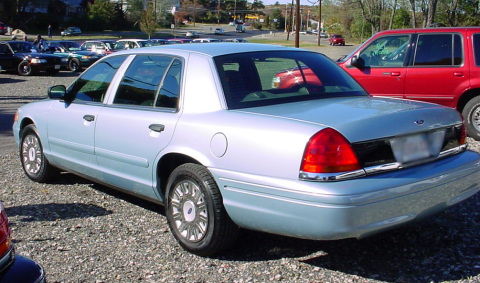
De Long Wheelbase Commercial Version van de Ford Crown Victoria

#### Long Wheelbase Commercial Version (2002-2012)
In 2002 introduceerde Ford een verlengde versie van de Crown Victoria. Met 15 cm extra, had deze versie van de Ford Crown Victoria een wielbasis van 306.6 cm. Net als de Lincoln Town Car L had de long wheelbase Crown Vic verlengde deuren en een langer frame, waardoor er meer ruimte vrijkwam op de achterbank.
Deze versie was net als de Police Interceptor niet verkrijgbaar voor particulier gebruik, hoewel hij wel particulier aangekocht kon worden in het Midden-Oosten. De Long Wheelbase Commercial Version werd aangeboden aan taxi-bedrijven en autoverhuurders. Tussen 2002 en 2004 was er ook een speciale Long Wheelbase Police Interceptor.

## Opheffing
Nadat Chevrolet in 1996 de Chevrolet Caprice stopzette, had de Ford Crown Victoria eind jaren '90 een monopolie op de verkoop van politievoertuigen en een flink marktaandeel in taxi's. Door de body-on-frame constructie en achterwielaandrijving werd het voertuig geliefd bij vele instanties. De enige concurrent van de Ford Crown Victoria was de Mercury Grand Marquis (ook een model van de Ford Motor Company). Om deze concurrentie te verminderen, besloot Ford om de Ford Taurus meer te gaan verkopen voor Ford-gebruikers en de Lincoln Town Car en Mercury Grand Marquis aan te bieden voor degene die een fullsize sedan zochten. Ook kreeg de Ford Crown Victoria in 2005 concurrentie van de Ford Five Hundred. Hoewel deze auto kleiner was, was het interieur vrijwel gelijk aan de Ford Crown Victoria.
In 2006 werd het lot van de Ford Crown Victoria bepaald. In dat jaar bracht Ford The Way Forward-plan uit. In dit herstructureringsplan maakte Ford bekend dat de Crown Victoria vanaf 2007 niet meer voor particulier verkoop verkrijgbaar zou zijn en er werd bekendgemaakt dat de St. Thomas Assembly in Ontario, Canada in 2011 gesloten zou worden. Ook werd in 2011 bekendgemaakt dat het Panther-platform van Ford beëindigd moest worden vanwege het ontbreken van de elektronische stabiliteitscontrole. Hierdoor kwam het dat de Ford Crown Victoria, Lincoln Town Car en de Mercury Grand Marquis (samen met de hele Mercury productie) beëindigd zou worden. Tussen Augustus en 15 september 2011 produceerde Ford een kleine serie met 2012 Ford Crown Victoria's. Deze werden allen naar het Midden-Oosten geëxporteerd, omdat de verkoop van Crown Victoria niet meer legaal was in de Verenigde Staten.